# Ycklaren
Ycklaren är en sjö i Ockelbo kommun i Gästrikland och ingår i Testeboåns huvudavrinningsområde. Sjön har en area på 2,65 kvadratkilometer och ligger 75 meter över havet.

## Delavrinningsområde
Ycklaren ingår i det delavrinningsområde (675220-154988) som SMHI kallar för Inloppet i Ycklaren. Medelhöjden är 98 meter över havet och ytan är 20,21 kvadratkilometer. Räknas de 170 avrinningsområdena uppströms in blir den ackumulerade arean 960,9 kvadratkilometer. Avrinningsområdets utflöde Testeboån (Grannäsån) mynnar i havet. Avrinningsområdet består mestadels av skog (68 procent). Avrinningsområdet har 2,96 kvadratkilometer vattenytor vilket ger det en sjöprocent på 14,6 procent. Bebyggelsen i området täcker en yta av 0,56 kvadratkilometer eller 3 procent av avrinningsområdet.